# Charles Sawyers
Charles L. Sawyers (nacido en 1959) es un investigador del Instituto Médico Howard Hughes (HHMI) que ocupa la cátedra Marie-Josée y Henry R. Kravis del Programa de Patogénesis y Oncología Humana (HOPP) en el Memorial Sloan Kettering Cancer Center (MSK). HOPP es un programa creado en 2006 que comprende investigadores de muchas disciplinas para unir los descubrimientos clínicos y de laboratorio.

## Carrera profesional
Sawyers se licenció en la Universidad de Princeton en 1981 y se doctoró en medicina en la Facultad de Medicina de la Universidad Johns Hopkins en 1985, tras lo cual realizó una residencia en medicina interna en la Universidad de California, San Francisco. Se convirtió en investigador del HHMI en 2002 mientras trabajaba en el Jonsson Cancer Center de UCLA.
Sawyers trabaja en fármacos contra el cáncer molecularmente dirigidos, con especial atención al desarrollo de una nueva generación de opciones terapéuticas para los pacientes. Compartió el Premio de Investigación Médica Clínica Lasker-DeBakey 2009 con Brian J. Druker y Nicholas Lydon, por el desarrollo del inhibidor de la quinasa ABL imatinib para pacientes con leucemia mieloide crónica y el inhibidor de la ABL de segunda generación dasatinib para superar la resistencia al imatinib. . También co-descubrió los fármacos antiandrógenos enzalutamida, aprobado por la FDA en 2012, y apalutamida aprobado en 2019, ambos para el tratamiento del cáncer de próstata avanzado.
La investigación del cáncer de Sawyers se analiza en el segundo episodio de Cáncer: el emperador de todos los males.

### Cargos importantes
Sawyers fue presidente de la American Society for Clinical Investigation (ASCI) en 2007 y de la American Association for Cancer Research (AACR) en 2012. También fue nombrado miembro de la Junta Consultiva Nacional sobre el Cáncer por el presidente Obama en 2012, y forma parte del Consejo de Administración de Novartis desde 2013. Fue coeditor fundador de la Annual Review of Cancer Biology en 2017, cargo que ocupó hasta 2021.

## Afiliaciones
- Academia Nacional de Ciencias
- Academia Nacional de Medicina
- Academia Estadounidense de Artes y Ciencias

## Premios
- Premio Doris Duke al Científico Clínico Distinguido (2001)[13]
- Premio en memoria de David A. Karnofsky,
- Sociedad Estadounidense de Oncología Clínica (2005)[14]
- Premio de la Fundación Richard e Hinda Rosenthal, Asociación Estadounidense para la Investigación del Cáncer (2005)[15]
- Premio Dorothy P. Landon – AACR de investigación traslacional sobre el cáncer (2009)[16]
- Premio Lasker-DeBakey a la investigación médica clínica (2009)[17]
- Premio Breakthrough en Ciencias de la Vida (2013)[18]
- Premio Taubman a la excelencia en ciencia médica traslacional (2013)[19]
- Premio a la excelencia para el desarrollo clínico de Hope Funds for Cancer Research (2014)[20]
- Premio Fundación BBVA Fronteras del Conocimiento en Biomedicina junto a Tony Hunter y Joseph Schlessinger (2014)[21]
- Premio Scheele (2017), Academia Sueca de Ciencias Farmacéuticas.